# ویکتور پوتاپوف
ویکتور پوتاپوف (روسی: Виктор Яковлевич Потапов؛ ۲۹ مارس ۱۹۴۷ – ۱۰ دسامبر ۲۰۱۷) قایقران اهل اتحاد جماهیر شوروی سوسیالیستی بود.